# Ancylolomia albicostalis
Ancylolomia albicostalis là một loài bướm đêm trong họ Crambidae.